# Merville (Nord)
Merville település Franciaországban, Nord megyében. Lakosainak száma 9729 fő (2022. január 1.). Merville Vieux-Berquin, Lestrem, Saint-Floris, Calonne-sur-la-Lys, Estaires, La Gorgue, Haverskerque, Morbecque és Neuf-Berquin községekkel határos.

## Népesség
A település népességének változása:
| Lakosok száma | 9713 | 9967 | 9934 | 9720 | 9598 | 9641 | 9692 | 9652 | 9729 |
|               | 2013 | 2015 | 2016 | 2017 | 2018 | 2019 | 2020 | 2021 | 2022 |